# Federic Feases i Carrion
Federic Feases i Carrion (El Canyamelar, Ciutat de València, 4 de desembre de 1967 - ibíd., 25 de febrer de 1989) va ser un escriptor i intel·lectual valencià d'ideologia nacionalista valenciana.

## Biografia
Feases, profundament vinculat als Poblats Marítims de la Ciutat de València, va destacar per ser un precoç activista defensor del nacionalisme valencià des de postures contràries a la unitat de la llengua valenciano-catalana. És a la seua etapa a l'institut Isabel de Villena on pren el valencià com a llengua pròpia, fent els Cursos de Llengua Valenciana de Lo Rat Penat i ingressant en l'associació Taula Nova Valenciana, associació de joves universitaris proper al llavors tímid nacionalisme valencià conciliador d'arrel ratpenatista.
En l'institut crea la revista juvenil i de caràcter urbà Cla on escrivia amb el pseudònim d'Anfos Alacant. Va ser també al Isabel de Villena on coneixeria a la seua parella, l'estudiant de Dret en el moment de la seua mort i també valencianista i cabanyalera Àngels Brull i Gregori (11.2.1967-25.2.1989). Per eixes dates ja col·laborava a mitjans de comunicació de distinta índole, des de revistes en Normes del Puig com Murta a mitjans com El País, Levante-EMV o la libertària Ràdio Klara.
Fou cofundador a mitjans dels anys 1980 de l'Associació Juvenil Poble Nou de la Mar, entitat que realitzaria múltiples treballs per a l'estudi de la història dels Poblats Marítims de València, amb especial interés en aquelles activitats relacionades amb un pla de rehabilitació per al Cabanyal que mai no s'ha arribat a realitzar.
Tot i la seua postura, partidària del secessionisme lingüístic valencià, va estudiar Filologia Catalana a la Universitat de València i formà part del Departament de Teoria dels Llenguatges.
El 1987 s'embarcaria junt a Àngels en el projecte polític de Coalicio Valenciana, partit de caràcter centrista, liberal i nacionalista valencià. El fracàs electoral de la formació a les eleccions europees d'eixe any els deixaria gelats i desencantats per a la política activa. També en aquests mesos redactaria la seua coneguda novel·la de ciència-ficció En un temps llunta i un pais desconegut, obra pòstuma que editaria Lo Rat Penat al 1994.
Durant l'etapa universitària i a partir d'aquest mateix 1987 Federic impulsa, en companyia d'un amic, les conegudes com a Tertúlies del Cabanyal: unes tertúlies de pensament valencianista en clau nacionalista on es reflexionava sobre el passat i present valencià, estatal i europeu. Participaren entre altres: Artur Ahuir, Àngel Calpe, Felip Bens, Vicent Flor, Voro López, Joan Victor Pascual, Maria Josep Ferrer, Pasqual Montesinos, Lluís Mesa, Josep Lluís Ferri, Alfret Chulià, Francesc Risueño, Anna Argente o Miquel Àngel Navarro. Part de les reflexions de la Tertúlia poden consultar-se al llibre La Guerra Insidiosa (1995), d'Àngel Calpe.
Va morir sobtosament el 25 de febrer de 1989, als 21 anys, en companyia de la seua xicona Àngels en un tràgic accident quan un immens mur, espentat per vents huracanats, caiguera sobre el seu cotxe Seat 127. Les despulles d'ambdós jauen juntes en el Cementeri del Cabanyal. Feases fou llicenciat pòstumament quan encara li faltava un curs per a acabar la carrera.
Federic i Àngels foren nomenats Fills Predilectes del Cabanyal. L'Ajuntament de València retolà al 1993 un passatge amb els seus noms.
Uns dels Premis literaris que atorgà l'Entitat Cultural Valenciana El Piló de Burjassot du el nom de "Premi Fede Feases de Novela" per a premiar la millor novel·la en valencià escrita seguint les Normes del Puig.

## Premis
Accèssit a la Flor Natural als Jocs Florals de València el 1985, i guanyador de la Flor Natural dels Jocs Florals de Paterna el 1986.